# Half Magic
Half Magic è un film del 2018 scritto e diretto da Heather Graham, al suo debutto come regista.

## Produzione
Le riprese principali del film sono iniziate il 4 giugno 2015. Lo stesso giorno si sono aggiunti al cast, che già includeva Heather Graham e Stephanie Beatriz, Angela Kinsey, Chris D'Elia, Jason Lewis e Molly Shannon.

## Distribuzione
Il film è stato distribuito da Momentum Pictures negli Stati Uniti d'America a partire dal 23 febbraio 2018.

## Accoglienza
Sull'aggregatore di recensioni Rotten Tomatoes ha un indice di gradimento del 64%, con un voto medio di 5,20 su 10, basato su 33 recensioni.